# Nektarios Tchargeïchvili
Nektarios Nektariosovich Tchargeïchvili (en géorgien : ნექტარიოს ჩარგეიშვილი), né à Leningrad le 5 septembre 1937 et mort à Moscou le 14 novembre 1971 , est un compositeur russe et géorgien, également pédagogue et philosophe.

## Biographie
Né à Leningrad, Nektarios Tchargeïchvili grandit en Abkhazie, puis passe la plupart de sa vie à Moscou. 
Il est diplômé du Conservatoire de Moscou en 1963, puis, dans la même école d'études supérieures, il suit l'enseignement, en 1966, de Tikhon Khrennikov et étudie également avec Aram Khatchatourian.
En 1969, il obtient son diplôme à la Faculté de philosophie de l'Université d'État de Moscou.
Il enseigne la lecture de partitions et l'instrumentation au Conservatoire de Moscou de 1966 à 1968.
Poursuivant les traditions de la symphonie russe, il compose des ballets d'après des histoires populaires: deux ballets en un acte, Trois ans Dobryniuchka a servi en guise de stolnik (Три года Добрынюшка стольничал) en 1963 et Dobrynia a subjugué les Tchoudes (Добрыня чудь покорил) en 1965, et un poème symphonique inspiré d'une chanson de Kircha Danilov, ainsi en 1965. Chargeishvili compose aussi dans le style de la musique de la Renaissance (Suite pour orchestre à cordes en mémoire de C. Monteverdi, 1967). Il compose la musique de plusieurs films dont certains  sous le pseudonyme de Nikolaï Yakovlev.
Il est l'auteur du traité philosophique Doctrine ésotérique du christianisme.
En 1971, Nektarios Tchargeïchvili se suicide par pendaison. Il est enterré à Nouvel Athos, en Géorgie.